# 雪莉島
66°17′S 110°30′E / 66.283°S 110.500°E
雪莉島（英語：Shirley Island）是南極洲的島嶼，位於威爾克斯地，屬於風車群島的一部分，長2公里，處於貝利半島西端西北面0.16公里，根據美國海軍拍攝空中照片繪入地圖，現時由南極條約體系管理。